# Jean-Paul Gillybœuf
 (juillet 2022).
Pour les articles homonymes, voir Gillybœuf.
Jean-Paul Gillybœuf, né le 5 janvier 1942 à Limoges (Haute-Vienne), est un haut fonctionnaire français, ingénieur général de  l'armement de classe exceptionnelle, qui a exercé ses fonctions au sein du ministère de la Défense, en particulier en tant que directeur de programme, puis conseiller du ministre, adjoint au DGA et Inspecteur général des Armées.

## Biographie

### Famille
Jean-Paul Joseph Georges Gillybœuf est le fils du médecin général Gabriel Gillybœuf et de Suzanne Otto, et le petit-fils du peintre de l'école dignoise Joseph Bœuf dit Joseph Gillybœuf (1887-1939), ami de Maria Borrély et de Jean Giono qu’il eut comme élève en classe de dessin. Né « Bœuf », le patronyme « Gillybœuf » sera officialisé par parution au Journal officiel le 5 mai 1948.
Le 11 juillet 1966, il épouse à Saint-Raphaël Denise Le Fournis, institutrice d’origine bretonne et italienne, avec laquelle il aura quatre fils dont l'écrivain et traducteur Thierry Gillybœuf.

### Formation
Il est élève au lycée Charlemagne à Paris avant d’intégrer l’École polytechnique en 1962, dont il sort diplômé en 1964. Il choisit ensuite l'École nationale supérieure de l'aéronautique et de l'espace (SUPAERO) comme école d'application dont il sort diplômé en 1967. Il est auditeur du centre des hautes études de l'Armement (CHEAr),.

### Carrière professionnelle
Ingénieur du centre de calcul scientifique de l'Armement (CCSA) de 1968 à 1978, il en assure la décentralisation puis le dirige de 1976 à 1978.
Il dirige ensuite la division évaluation et simulation de systèmes (ESSY) du CELAR à Bruz de 1978 à 1984.
Directeur du programme Horus, composante aéroportée de dissuasion de 1984 à 1988, il est responsable de la coordination de l’ensemble des programmes liés au développement du missile nucléaire air-sol moyenne portée (ASMP) au sein du service technique engins balistiques de Paris.
Il est nommé conseiller du ministre de la Défense pour les affaires industrielles, scientifiques et les programmes de 1988 à 1991, auprès de Jean-Pierre Chevènement et de Pierre Joxe.
Il est ensuite nommé chef du service central des affaires industrielles (SCAI) de la Délégation générale pour l'Armement (DGA) de 1991 à 1995, puis directeur de la stratégie industrielle et technologique de 1995 à 1997.
De 1997 à 2000, il est l'adjoint au délégué général pour l'Armement Jean-Yves Helmer,.
Le 1er mars 2000, alors ingénieur général hors classe de l'armement, il est nommé inspecteur général de l'armement et le 31 août de la même année, nommé en conseil des ministres inspecteur général des armées-armement, poste qu'il occupe jusqu'en 2004.
Chargé de mission au cabinet du ministre de la Défense Michèle Alliot-Marie de 2004 à 2006, il est nommé le 28 juillet 2006 directeur général des systèmes d’information et de communication (DGSIC) au sein du ministère de la Défense, premier poste de DSI au sein de l'armée,.

## Publications

### Durant sa vie professionnelle
Membre du comité directeur de l’Académie d’intelligence économique, il est l'auteur de nombreux articles et de conférences en matière d’intelligence économique, qu'il continue à assurer en 2013 en coorganisant la « Journée nationale d’intelligence économique d’entreprise ».
Il a également rédigé plusieurs articles dans la Revue Défense nationale :
- Le paysage industriel de défense et le cadre de son évolution, no 542, mai 1993
- L'évolution du paysage industriel français de l'armement, no 562, mars 1995
- L'industrie d'armement et l'Europe, no 579, août-septembre 1996
- La restructuration des industries d'armement, no 585, mars 1997
- Défense en France - Le ministère de la Défense met en place la Direction générale des systèmes d'information et de communication, no 682, janvier 2006 ;

et dans diverses revues comme la revue de la communauté polytechnicienne La Jaune et la Rouge :
- Maîtrise des incertitudes dans la défense, février 2008, [lire en ligne] ;

ou encore le magazine des ingénieurs de l'armement :
- Pour une politique industrielle réaliste, no 101, octobre 2013, [lire en ligne].

### Après sa vie professionnelle
En réserve depuis 2007, il s’adonne à sa première passion que sont le dessin et la peinture. Une première exposition de ses œuvres a lieu en 2014.
Jean-Paul Gillybœuf est l’illustrateur d'ouvrages :
- Par les champs et par les grèves de Gustave Flaubert, Un voyage en Bretagne de Maxime Du Camp, 2010,  (ISBN 9-782-84418-214-2), [lire en ligne]
- Autoportrait de Khalil Gibran, 2010,  (ISBN 978-2-84418-166-4), [lire en ligne]

## Distinctions
Jean-Paul Gillybœuf est « fait chevalier de l'ordre du Mérite » le 22 mars 1982 puis promu au grade d'officier le 6 novembre 1996 au titre de « ingénieur général hors classe de l'armement ».
Il est « fait chevalier de l'ordre de la Légion d'honneur » le 9 décembre 1992 puis promu au grade d'officier le 6 juillet 2000 au titre de « ingénieur général de classe exceptionnelle de l'armement » puis « fait officier de l'ordre » le 17 octobre 2000. Il est promu au grade de commandeur au titre de « ingénieur général de classe exceptionnelle de l'armement » le 7 juillet 2004.
Il est titulaire de la médaille de l'Aéronautique.